# Gymnocalycium monvillei
Gymnocalycium monvillei ist eine Pflanzenart in der Gattung Gymnocalycium aus der Familie der Kakteengewächse (Cactaceae). Das Artepitheton monvillei ehrt den Pflanzensammler Hippolyte Boissel de Monville.

## Beschreibung
Gymnocalycium monvillei wächst einzeln, selten sprossend, mit dunkelgrünen, kugelförmigen bis abgeflacht kugelförmigen Trieben, die bei Durchmessern von bis zu 20 Zentimetern Wuchshöhen von 6 bis 8 Zentimetern erreichen und eine massige Pfahlwurzel ausbilden. Im Alter werden die Pflanzen manchmal kurz säulenförmig. Die 10 bis 17 breiten, stumpfen Rippen sind deutlich in Höcker mit auffälligen kinnartigen Vorsprüngen gegliedert. Die Areolen sind oval und besitzen neben den Dornen einen schmutzig-weißlichen Wollfilz. Die kräftigen, dicken, leicht gebogenen Dornen sind gelblich und besitzen eine rötliche oder purpurfarbene Basis. Es sind ein bis vier Mitteldornen mit bis zu 6 Zentimetern Länge vorhanden, die manchmal auch fehlen können. Die 7 bis 13 Randdornen sind 3 bis 4 Zentimeter lang.
Die weißen, rot überhauchten, teilweise einhäusigen Blüten erreichen eine Länge von 3 bis 8 Zentimetern und weisen einen Durchmesser von 4 bis 9 Zentimetern auf. Die Staubfäden sind weißlich mit gelblichem Pollen, der Griffel ist weißlich gelb. Die kugelförmigen Früchte sind grün bis trüb orangerot und erreichen einen Durchmesser von bis zu 2 Zentimetern.

## Verbreitung, Systematik und Gefährdung
Gymnocalycium monvillei ist in Zentral- und Nord-Argentinien, in den Provinzen Córdoba und San Luis in Höhen von 500 bis 2700 m verbreitet.
Die Erstbeschreibung als Echinocactus monvillii erfolgte 1838 durch Charles Lemaire. Nathaniel Lord Britton und Joseph Nelson Rose stellten die Art 1922 in die Gattung Gymnocalycium.
Es werden folgende Unterarten unterschieden:
- Gymnocalycium monvillei subsp. monvillei
- Gymnocalycium monvillei subsp. achirasense (H.Till & Schatzl) H.Till
- Gymnocalycium monvillei subsp. horridispinum (G.Frank & H.Till) H.Till

In der Roten Liste gefährdeter Arten der IUCN wird die Art als „Least Concern (LC)“, d. h. als nicht gefährdet geführt.

## Nachweise